# 梁克
梁克（1972年—）吉林省吉林市人，1987年12月加入中國共產黨，先后担任北京市国家安全局第六處副處長、北京市國安局海淀分局局長、北京市國安局局長助理及副局長职务，于2008年4月升任北京市國安局局長。
据纽约时报报道，2014年1月，梁克被中纪委带走，同年2月21日被宣布免职。另据称梁克涉嫌把来自国安局间谍网、电话监听、以及首都北京的告密者的信息非法转交给周永康为其提供帮助，还涉嫌監視部分中共中央政治局常委的行蹤。